# Ана Бјелица
Ана Бјелица (Београд, 3. април 1992) је српска одбојкашица, репрезентативка Србије. Игра на позицији примача и коректора. Висока је 190 cm, тешка 78 kg. Играла је у ОК Црвена звезда, а тренутно игра у екипи ОК Железничар из Лајковца.
Њени рођени брат и сестра, Милко и Милка Бјелица, су репрезентативци Црне Горе у кошарци.
На Европском првенству 2017. одржаном у Азербејџану и Грузији са репрезентацијом Србије освојила је златну медаљу. Освојила је златну медаљу на Светском првенству 2018. године у Јапану, прву у историји српске одбојке.
Била је најбољи поентер Светског купа 2019. где је била и капитен репрезентације.
На Олимпијским играма у Токију 2020, освојила је бронзану медаљу, а Србија је победила Јужну Кореју у борби за бронзу. На Европском првенству 2021. године чија је завршница одржана у Београду, освојила је сребрну медаљу.
Освојила је бронзану медаљу са Србијом у Лиги нација 2022. године, то је била прва медаља за српску женску одбојку у овом такмичењу. Била је део репрезентације Србије на Светском првенству 2022. године у Пољској и Холандији, на ком је са репрезентацијом изборила финале. У финалу је Србија победила Бразил максималним резултатом 3:0, и тако освојила златну медаљу.